# FSV Kali Werra Tiefenort
FSV Kali Werra Tiefenort is een Duitse voetbalclub uit Tiefenort, Thüringen. De club speelde verschillende jaren in de DDR-Liga. De naam Kali Werra komt van de nabijgelegen kaliumzoutgroeve en de rivier Werra.

## Geschiedenis
De club werd kort na de Tweede Wereldoorlog opgericht als SG Glückauf Kaiseroda. Kaiseroda is een plaats op twee kilometer van Tiefenort. In 1950 werd de club omgevormd tot een BSG en nam de naam BSG Aktivist Kaiserode-Tiefenort aan. In 1952 promoveerde de club naar de DDR-Liga en moest na één seizoen alweer degraderen. In 1958 promoveerde de club die inmiddels BSG Aktivist Kali Werra Tiefenort heette naar de II. DDR-Liga. In 1963 werd de II. DDR-Liga ontbonden en ging de club terug naar de Bezirksliga.
In 1968 werd de club kampioen en promoveerde zo weer naar de DDR-Liga. De club speelde tot 1973 in de DDR-Liga en keerde na één seizoen terug. In 1976/77 en 1979/80 eindigde de club op de derde plaats. In 1985 volgde een nieuwe degradatie die opnieuw gevolgd werd door een onmiddellijke terugkeer tot 1988.
Na de Duitse hereniging werden alle BSG’s ontbonden en werd de club heropgericht als FSV Kali Werra Tiefenort. De club promoveerde weer naar de DDR-Liga, die voor het laatste seizoen NOFV-Liga heette en eindigde daar op een degradatieplaats. Omdat de Oost-Duitse competitie na dit seizoen werd geïntegreerd in de West-Duitse en de club op een degradatieplaats eindigde zakte Kali Werra meteen twee klassen naar de Landesliga Thüringen. De club degradeerde nog verder en keerde in 1995 terug naar de Landesliga, die inmiddels nog maar de vijfde klasse was. In 2000 degradeerde de club opnieuw en intussen is de club weggezakt tot in de Bezirksliga, de achtste klasse.